# اوزون‌لار (آک‌یورت)
اوزون‌لار (به لاتین: Uzunlar) یک منطقهٔ مسکونی در ترکیه است که در اکیورت واقع شده‌است.